# Kate Cory

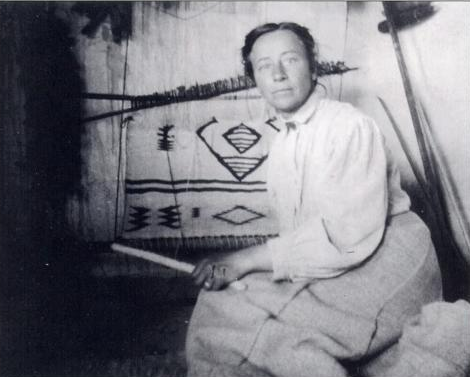
Kate Cory (zwischen 1905 und 1912)

Kate Thompson Cory (* 8. Februar 1861 in Waukegan, Illinois; † 12. Juni 1958 in Prescott, Arizona) war eine US-amerikanische Fotografin, Malerin und Bildhauerin, die vor allem für ihre Arbeiten zum indigenen Volk der Hopi bekannt ist.

## Leben
Kate Cory wurde 1861 in der Kleinstadt Waukegan nördlich von Chicago als Tochter eines Zeitungsverlegers geboren und wuchs dort auf. Etwa 1879 zog sie nach New York City, wo sie bei der Cooper Union und der Art Students League of New York Kunst unter Kenyon Cox und Julian Alden Weir studierte. Bald bewegte sie sich innerhalb einer Gruppe von Malern um Ernest Thompson Seton und Daniel Carter Beard, die sich mit der Darstellung von menschlichem Leben im Freien interessierten. Im Laufe der Jahre gelang es ihr, sich als professionelle Künstlerin zu etablieren und auf diesem Weg ihren Lebensunterhalt zu verdienen. Im frühen 20. Jahrhundert kam sie in Kontakt mit dem Maler Louis Akin, der in dem damals nur spärlich erschlossenen Westen der Vereinigten Staaten wirkte und intendierte, eine Künstlerkolonie auf dem Gebiet der Hopi im damaligen Arizona-Territorium zu gründen. Dadurch inspiriert, reiste Cory nach Arizona vor. Wenngleich sich Akins Pläne letztlich in Luft auslösten, entschied sich Cory, sich bei den Hopi niederzulassen.
In den nächsten acht Jahren lebte Cory in Walpi im First Mesa und in Oraibi im Third Mesa. An beiden Orten scheint es, dass sie sich in die Hopi-Gemeinschaft integrierte. Mehrere Jahre lang unterrichtete sie an einer Schule nahe Walpi. Über die Jahre fertigte sie hunderte Fotografien an, die das Leben der Hopi in einer Zeit dokumentierten, in der das Volk seine kulturelle und politische Unabhängigkeit während des sich intensivierenden euroamerikanischen Siedlungsdruckes ausverhandeln musste. Während einige Werke gestellte Porträts sind oder Zeremonien zeigen, zeichnen sich viele ihrer Bilder durch Informalität und Spontanität aus. Unter anderem dokumentierte sie als einzige Fotografin eine gewalttätige Auseinandersetzung zwischen den zwei Fraktionen der Hopi in der Frage über den Umgang mit euroamerikanischen Siedlern stritten: jene Fraktion, die für eine kompromisslose Abweisung aller Siedlungsprojekte eintrat, und die andere, eher kompromissbereitere Fraktion. Viele ihrer Werke behandeln das Alltagsleben von Hopi-Frauen. Technisch charakterisieren sich ihre Werke durch das Spiel mit Licht und Schatten zur Herausarbeitung verschiedener Teile des Motives und durch ungewöhnliche Perspektiven aus. Fast alle ihrer Fotografien blieben zu Lebzeiten unveröffentlicht. Neben den Fotografien fertigte Cory in diesen Jahren auch Gemälde an, die das Leben der Hopi aufgriffen. Ferner sammelte sie Objekte der Hopi, von denen sie 1907 35 Stück an das heutige Phoebe A. Hearst Museum of Anthropology an der University of California, Berkeley verkaufte. Zusätzlich stellte Cory ein Englisch-Hopi-Wörterbuch zusammen und verfasste ein Tagebuch über ihr Leben bei den Hopi; beide Schriften sind unveröffentlicht. Beide befinden sich heute in der Sammlung des Museum of Northern Arizona.
1912 verließ Cory die Hopi und zog nach Prescott, einer Stadt in Zentralarizona südwestlich der Hopi-Gebiete. Dort begründete sie ein Atelier, in dem sie in den nächsten Jahren diverse Landschaftsgemälde mit Motiven aus Arizona, Wandgemälde und Skulpturen anfertigte. 1913 zeigte sie eine ihrer Landschaften auf der Armory Show. Einige Jahre später verkaufte sie neun Gemälde an die Smithsonian Institution. In den 1920er und 1930er Jahren beriet sie Filmstudios aus Hollywood bei der Produktion von Westernfilmen. Vor der Errichtung des heutigen Hoover Dam im Grand Canyon in den frühen 1930er Jahren hielt Cory die ursprüngliche Landschaft in mehreren Gemälde fest. Derweil stach sie in der Kleinstadt durch exzentrisch empfundenes Verhalten heraus, dass teils darin begründet lag, dass sie sich während ihrer Zeit bei den Hopi von der Konsumkultur der Vereinigten Staaten abgewandt hatte. Unter anderem lebte sie vegetarisch und recyclte Regenwasser, um es in ihrer Dunkelkammer wiederzuverwenden. Im Laufe der Zeit erarbeitete sich Cory so den Ruf eines Originals in Prescott, wo sie 1958 im Alter von 97 Jahren verstarb. Mehrere Gemälde und ihre Fotografien vermachte sie dem Sharlot Hall Museum und dem Smoki Museum, zwei Lokalmuseen in Prescott. Insbesondere die Fotografien gerieten dort in Vergessenheit und sind heute in einem schlechten Erhaltungszustand. Die Fotografien gelangten später ins Museum of Northern Arizona, wo in den 1980er Jahren eine Edition ausgewählter Negative initiiert wurde, die für den Abdruck von Fotografien heiliger Zeremonien der Hopi kontrovers diskutiert wurde. Gleichwohl sind die Fotografien gerade für die Hopi selbst auch als kulturhistorischer Sicht von großem Interesse. 2019 wurde Cory in die Arizona Women’s Hall of Fame aufgenommen.